# 24 Heures du Mans 1938
Navigation
Édition précédente Édition suivante
Les 24 Heures du Mans 1938 sont la 15e édition de l'épreuve et se déroulent les 18 et 19 juin 1938 sur le circuit de la Sarthe.

## Essais et qualifications

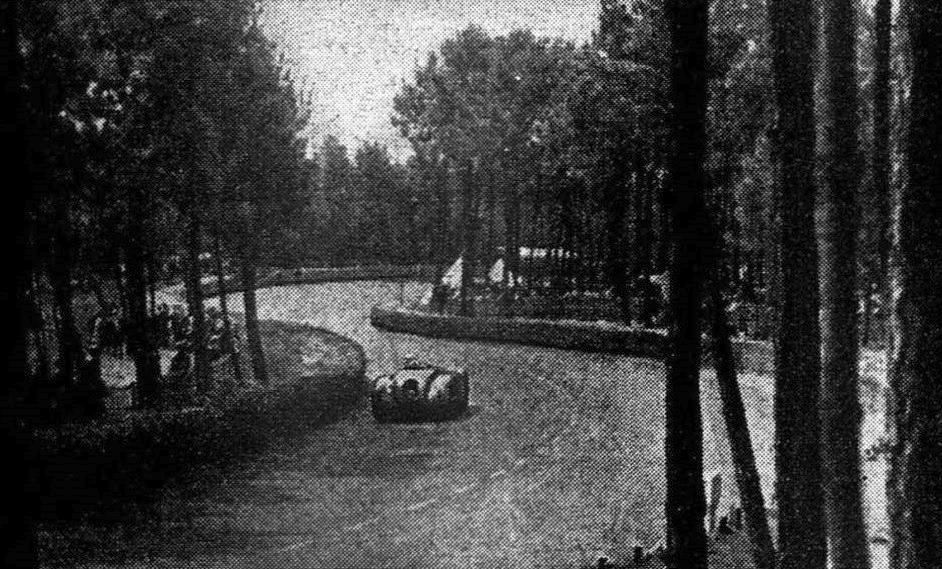
Essais des 24 Heures du Mans 1938.

La grille de départ s'établit en fonction de la cylindrée des véhicules par ordre décroissant (elle reprend ainsi l'ordre des numéros).

## Nombre de pilotes qualifiés pour la course
84 pilotes sont présents au départ de cette quinzième édition dont 78 hommes et six femmes.
| 60 Français  | 14 Britanniques | 4 Allemands | 3 Italiens | 1 Belge |
| 1 Monégasque | 1 Suisse        |             |            |         |

## Classement final de la course

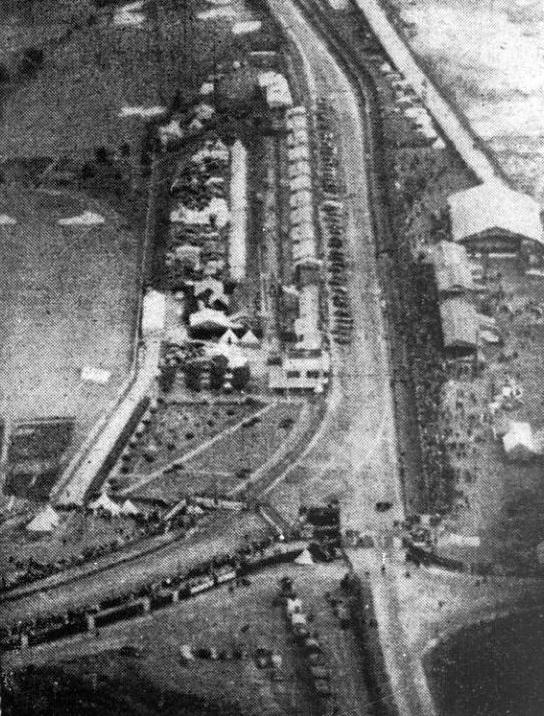
Tribunes des 24 Heures du Mans 1938.

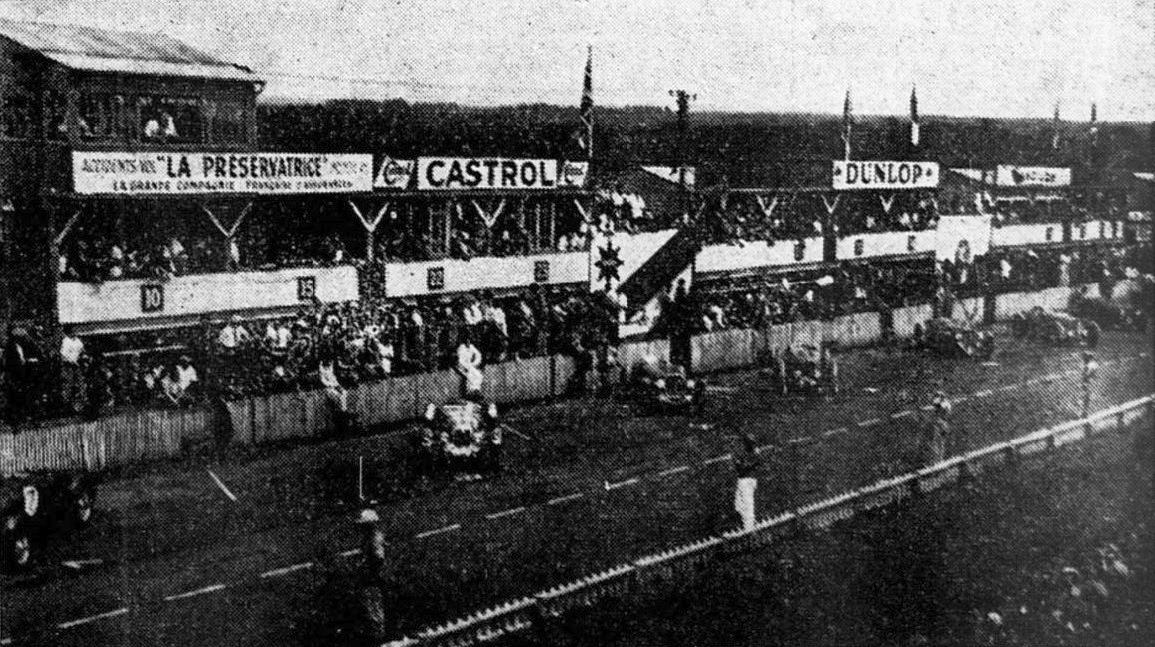
24 Heures du Mans 1938, départ.

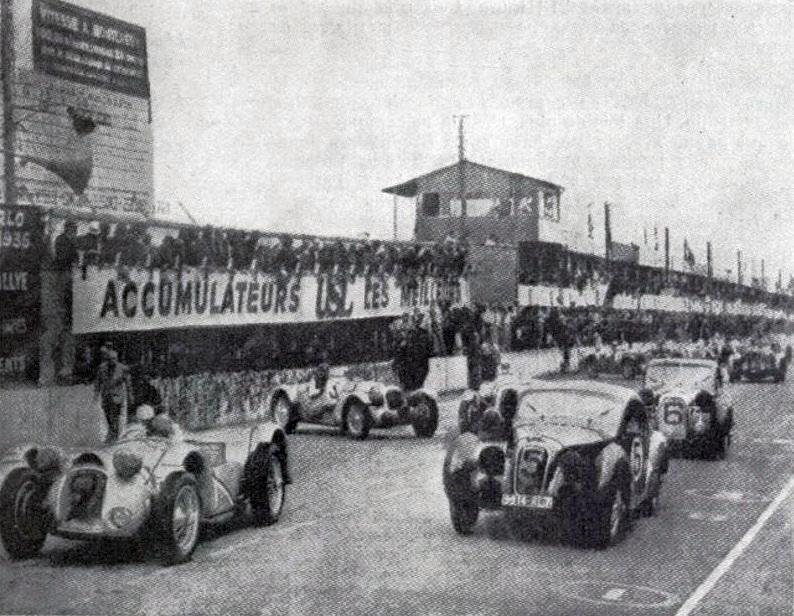
Le départ de face après l'épi.

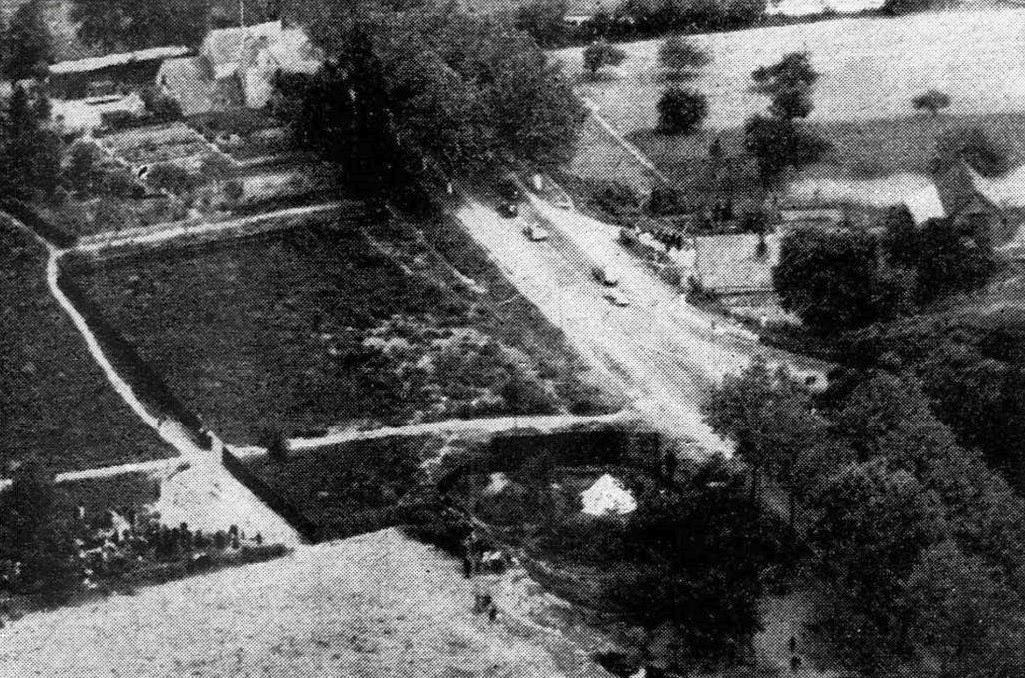
Passage sur la route de Tours, peu après le départ.

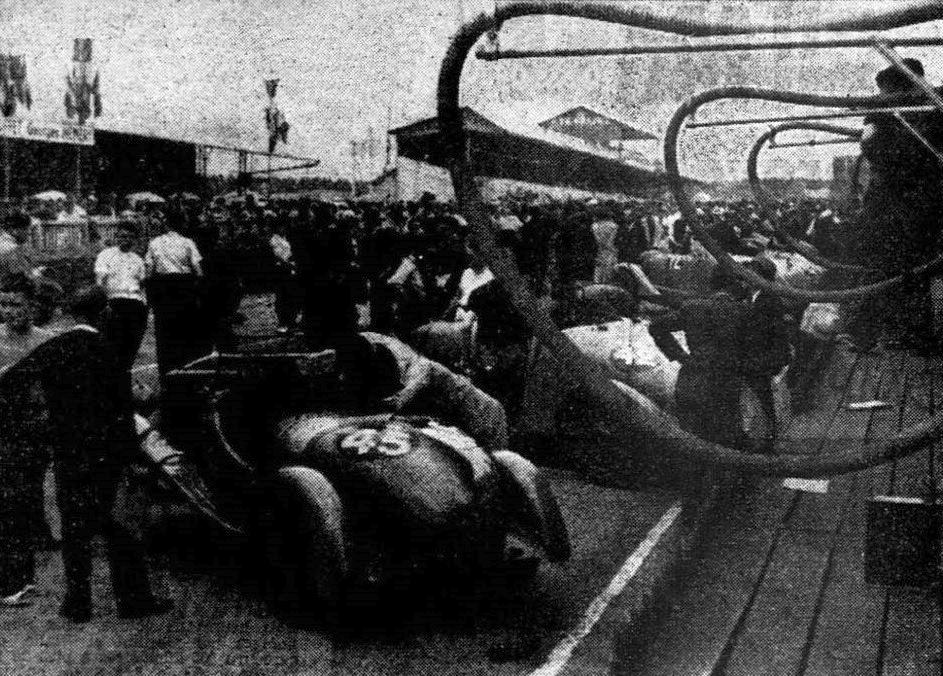
Stands des 24 Heures du Mans 1938.

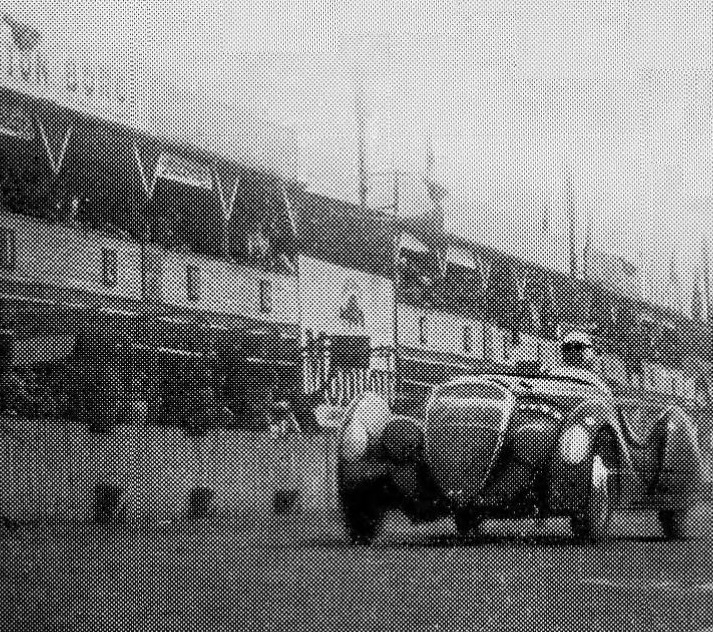
La Peugeot 402 Darl'mat de de Cortanze et Contet, 5e et vainqueur de classe 2L.

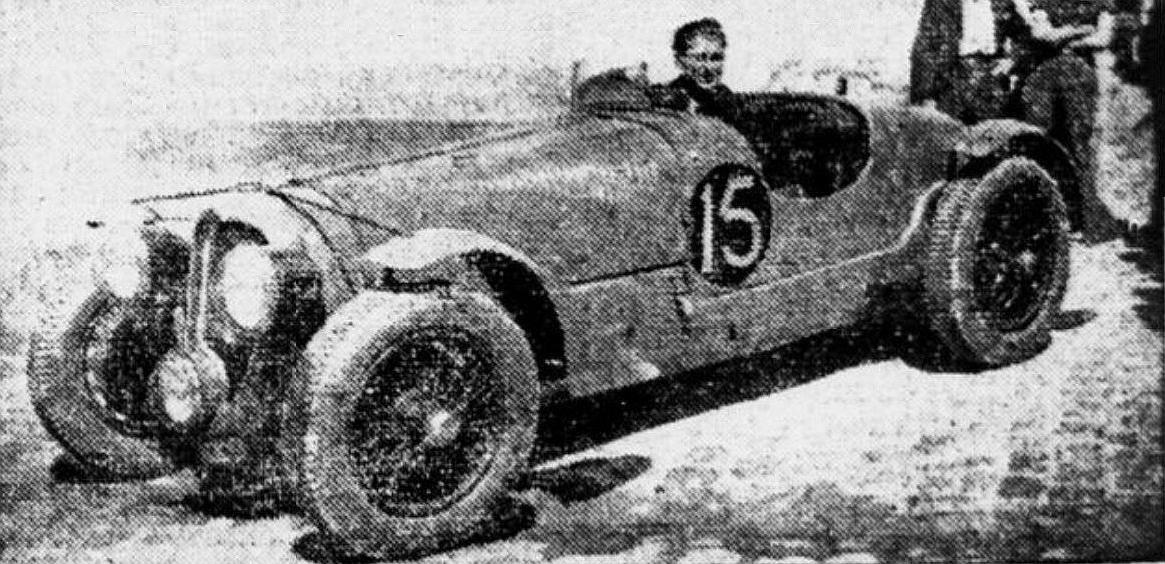
Eugène Chaboud, Vainqueur des 24 Heures du Mans 1938, sur Delahaye 135 CS.

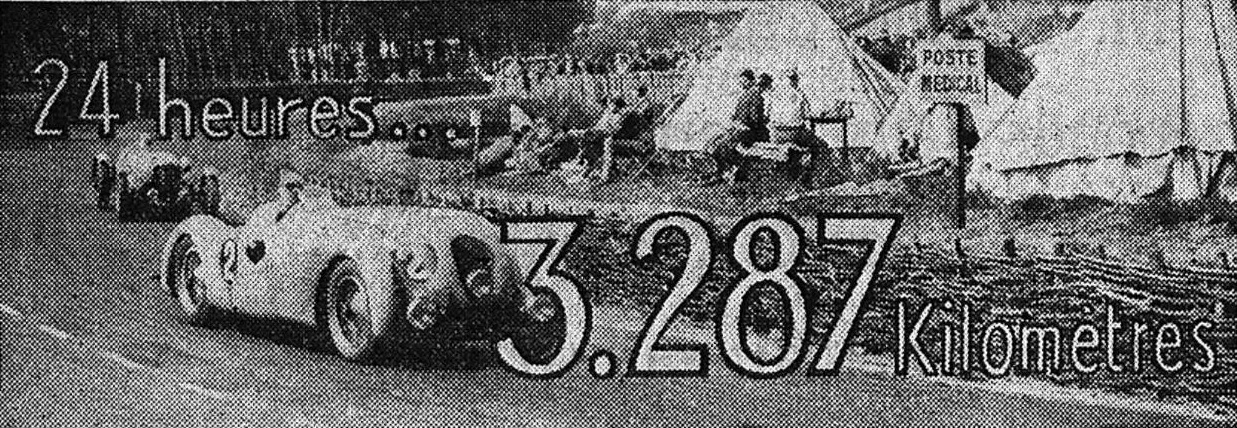
24 Heures du Mans 1938, résultat de l'équipage vainqueur.

| Pos. | Catégorie | no | Écurie                                 | Pilotes                                       | Châssis                                    | Moteur                          | Tours |
| ---- | --------- | -- | -------------------------------------- | --------------------------------------------- | ------------------------------------------ | ------------------------------- | ----- |
| 1    | 5.0       | 15 | Eugène Chaboud / Jean Trémoulet        | Eugène Chaboud Jean Trémoulet                 | Delahaye 135CS                             | Delahaye 3.6L I6                | 235   |
| 2    | 5.0       | 14 | Gaston Serraud                         | Gaston Serraud Yves Giraud-Cabantous          | Delahaye 135CS                             | Delahaye 3.6L I6                | 233   |
| 3    | 5.0       | 5  | Jean Prenant                           | Jean Prenant André Morel                      | Talbot T150SS Coupé                        | Talbot 4.0L I6                  | 219   |
| 4    | 5.0       | 10 | Louis Villeneuve                       | Louis Villeneuve René Biolay                  | Delahaye 135CS                             | Delahaye 3.6L I6                | 218   |
| 5    | 2.0       | 24 | Émile Darl'mat                         | Charles de Cortanze Marcel Contet             | Darl'mat DS                                | Peugeot 2.0L I4                 | 214   |
| 6    | 2.0       | 28 | Adler                                  | Peter Graff Orssich Rudolf Sauerwein          | Adler Super Trumpf Rennlimousine           | Adler 1.7L I4                   | 211   |
| 7    | 1.5       | 33 | Adler                                  | Otto Löhr Paul von Guillaume                  | Adler Trumpf Rennlimousine                 | Adler 1.5L I4                   | 204   |
| 8    | 1.1       | 46 | Jacques Savoye                         | Jacques Savoye Pierre Savoye                  | Singer Nine Le Mans Replica Savoye Special | Singer 1.0L I4                  | 174   |
| 9    | 1.1       | 42 | Just-Emile Vernet                      | Albert Debille Guy Lapchin                    | Simca 8                                    | Fiat 1.1L I4                    | 172   |
| 10   | 1.5       | 31 | Écurie Lapin Blanc                     | Peter Clark Marcus Chambers                   | HRG Le Mans                                | Singer 1.5L I4                  | 170   |
| 11   | 1.1       | 48 | Victor Camerano                        | Victor Camerano R. Robert                     | Simca 8                                    | Fiat 1.1L I4                    | 166   |
| 12   | 1.1       | 49 | Claude Bonneau                         | Claude Bonneau Anne-Cécile Rose-Itier         | MG PA Midget Special                       | MG 1.0L I4                      | 165   |
| 13   | 1.1       | 40 | Miss P.M. Fawcett                      | Marjorie Fawcett Geoffrey White               | Morgan 4/4                                 | Coventry Climax 1.1L I4         | 163   |
| 14   | 750       | 51 | Amédée Gordini                         | Maurice Aimé Charles Plantivaux               | Simca 5                                    | Fiat 0.6L I4                    | 151   |
| 15   | 750       | 52 | Amédée Gordini                         | Albert Leduc Athos Querzola                   | Simca 5                                    | Fiat 0.6L I4                    | 140   |
| Abd. | 5.0       | 19 | Raymond Sommer                         | Raymond Sommer Clemente Biondetti             | Alfa Romeo 8C 2900B Touring                | Alfa Romeo 2.9L Supercharged I8 | 219   |
| Abd. | 5.0       | 8  | Norbert Jean Mahé                      | Donald Mathieson Freddy Clifford              | Talbot T150C                               | Talbot 4.0L I6                  | 159   |
| Abd. | 5.0       | 7  | Jean Trévoux                           | Jean Trévoux Pierre Levegh                    | Talbot T150C                               | Talbot 4.0L i6                  | 159   |
| Abd. | 2.0       | 27 | Cmdr. R.P. Hitchens                    | Cmdr. R.P. Hitchens Mortimer Morris-Goodall   | Aston Martin Speed Model                   | Aston Martin 2.0L I4            | 150   |
| Abd. | 1.1       | 37 | Amédée Gordini                         | Amédée Gordini José Scaron                    | Simca 8                                    | Fiat 1.1L I4                    | 140   |
| Abd. | 1.5       | 36 | Pierre Ferry                           | Pierre Ferry Francis Noireaux                 | Riley Sprite TT                            | Riley 1.5L I4                   | 127   |
| Abd. | 1.1       | 43 | Amédée Gordini                         | Robert Lévy Adrien Alin                       | Simca                                      | Fiat 1.0L I4                    | 124   |
| Abd. | 1.1       | 38 | Amédée Gordini                         | Jean Viale Jean Breillet                      | Simca 8                                    | Fiat 1.1L I4                    | 111   |
| Abd. | 3.0       | 23 | Mmes Fernande Roux et Germaine Rouault | Fernande Roux Germaine Rouault                | Amilcar G36 Pegase Special                 | Amilcar 2.5L I4                 | 101   |
| Abd. | 5.0       | 4  | Luigi Chinetti                         | René Carrière René Le Bègue                   | Talbot T150C                               | Talbot 4.0L I6                  | 101   |
| Abd. | 5.0       | 12 | Georges Monneret                       | Georges Monneret Roger Loyer                  | Delahaye 135CS                             | Delahaye 3.6L I6                | 88    |
| Abd. | 5.0       | 6  | Luigi Chinetti                         | Louis Rosier Robert Huguet                    | Talbot T150SS Coupé                        | Talbot 4.0L i6                  | 81    |
| Abd. | 1.1       | 47 | Team Autosports                        | John Donald Barnes Tommy Wisdom               | Singer Nine Le Mans Replica                | Singer 1.0L I4                  | 74    |
| Abd. | 1.1       | 45 | Just-Emile Vernet                      | Gaston Tramar Paul Samuel                     | Simca                                      | Fiat 1.0L I4                    | 69    |
| Abd. | 5.0       | 3  | Luigi Chinetti                         | Philippe Étancelin Luigi Chinetti             | Talbot T26                                 | Talbot 4.5L I6                  | 66    |
| Abd. | 3.0       | 22 | Société R.V.                           | Louis Gérard Jacques de Velance de Minardiere | Delage D6-70                               | Delage 3.0L I6                  | 58    |
| Abd. | 1.1       | 41 | Just-Émile Vernet                      | Just-Émile Vernet Suzanne Largeot             | Simca 8                                    | Fiat 1.1L I4                    | 55    |
| Abd. | 5.0       | 21 | Marcel Horvilleur                      | Marcel Horvilleur Yves Matra                  | Alfa Romeo 8C 2300 Monza                   | Alfa Romeo 2.9L Supercharged I6 | 53    |
| Abd. | 5.0       | 11 | Joseph Paul                            | Marcel Mongin Robert Mazaud                   | Delahaye 135CS                             | Delahaye 3.6L I6                | 50    |
| Abd. | 1.1       | 50 | Miss Dorothy Stanley-Turner            | Elsie Wisdom Arthur Dobson                    | MG PB Midget                               | MG 0.9L I4                      | 48    |
| Abd. | 1.1       | 39 | Just-Emile Vernet                      | Angelo Molinari Georges Sarret                | Fiat 508S Balilla                          | Fiat 1.0L I4                    | 40    |
| Abd. | 1.5       | 29 | Raoul Forestier                        | Raoul Forestier Roger Charon                  | Riley Sprite TT                            | Riley 1.5L I4                   | 30    |
| Abd. | 5.0       | 1  | Écurie Bleue                           | René Dreyfus Louis Chiron                     | Delahaye 145                               | Delahaye 4.5L V12               | 21    |
| Abd. | 2.0       | 25 | Émile Darl'mat                         | Jean Pujol Louis Rigal                        | Darl'mat DS                                | Peugeot 2.0L I4                 | 18    |
| Abd. | 5.0       | 2  | Écurie Bleue                           | Gianfranco Comotti Albert Divo                | Delahaye 145                               | Delahaye 4.5L V12               | 7     |
| Abd. | 2.0       | 26 | Émile Darl'mat                         | Maurice Serre Daniel Porthault                | Darl'mat DS                                | Peugeot 2.0L I4                 | 6     |
| Abd. | 1.5       | 35 | Charles Morrison                       | Charles Morrison Neil Watson                  | Atalanta                                   | Atalanta 1.5L I4                | 4     |

## Record du tour
- Meilleur tour en course :  Raymond Sommer (no 19, Alfa Romeo 8C 2900B Touring) en 5 min 13 s 8.

## Prix et trophées

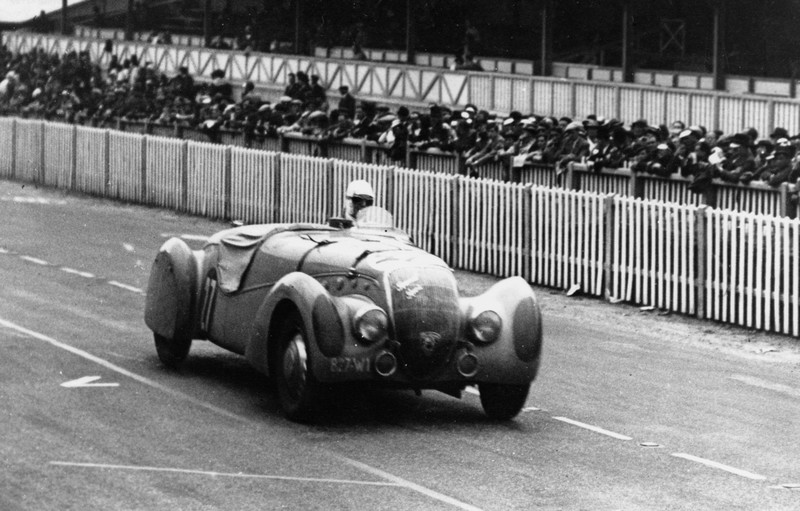
Peugeot 402 Darl'Mat DS L4 carrossée par Pourtout, modèle 5e et victorieux de classe 2.0 l.

- Prix de la Performance :  Amédée Gordini (no 51, Simca Cinq)
- 13e Coupe Biennal :  Adler (no 28, Adler Super Trumpf Rennlimousine)

## À noter
- Longueur du circuit : 13,492 km
- Distance parcourue : 3 180,940 km
- Vitesse moyenne : 132,539 km/h
- Écart avec le 2e : 27,067 km